# 얼스터 백작 알렉산더 윈저
얼스터 백작 알렉산더 패트릭 그레거 리처드 윈저(영어: Alexander Patrick Gregers Richard Windsor, Earl of Ulster, 1974년 10월 24일 ~ )는 조지 5세의 증손자이자 글로스터 공작 헨리의 손자이다. 별명은 알렉스 얼스터(Alex Ulster). 영국 육군 장교 출신으로 글로스터 공작 리처드와 공작부인 비르기트의 아들이다. 알렉산더는 글로스터 공국의 법정추정상속인이자 얼스터 백작위를 보유중이다. 현재 영국의 왕위 계승 순위는 33위이다.